# Збірна Бермудських островів з футболу
Збі́рна Берму́дських острові́в з футбо́лу — національна футбольна команда, що представляє Бермудські острови на міжнародних матчах з футболу.
Станом на 3 квітня 2025 посідає 168-e місце у рейтингу футбольних збірних світу.

## Чемпіонат світу
- 1930 — 1970 — не брала участь
- 1970 — не пройшла кваліфікацію
- 1974 — 1990 — не брала участь
- 1994 — не пройшла кваліфікацію
- 1998 — знялася зі змагань
- 2002 — 2022 — не пройшла кваліфікацію

## Чемпіонат націй КОНКАКАФ
- 1963 — 1967 — не брала участь
- 1969 — не пройшла кваліфікацію
- 1971 — не пройшла кваліфікацію
- 1973 — 1989 — не брала участь

## Золотий кубок КОНКАКАФ
- 1991 — 1996 — не брала участь
- 1998 — не пройшла кваліфікацію
- 2000 — не пройшла кваліфікацію
- 2002 — знялася зі змагань
- 2003 — не брала участі
- 2005 — 2009 — не пройшла кваліфікацію
- 2011 — не брала участі
- 2013 — не пройшла кваліфікацію
- 2015 — не брала участі
- 2017 — не пройшла кваліфікацію
- 2019 — Груповий етап
- 2021 — 2025 — не пройшла кваліфікацію